# Montagnes Bleues (Pennsylvanie)
Pour les articles homonymes, voir Montagnes Bleues.
 (janvier 2020).
Si vous disposez d'ouvrages ou d'articles de référence ou si vous connaissez des sites web de qualité traitant du thème abordé ici, merci de compléter l'article en donnant les références utiles à sa vérifiabilité et en les liant à la section « Notes et références ».
Les montagnes Bleues de Pennsylvanie, ou Blue Mountain, sont un massif de montagnes des Appalaches aux États-Unis. Elles forment les bords sud et est de la chaîne des Appalaches et leur ligne de crête serpente sur 410 km.